# 難波木蓮子
難波 木蓮子（なにわ の いたび、生没年不詳）は古墳時代・飛鳥時代の豪族。姓は吉士。吉士 木蓮子（きし の いたび）とも言う。任那滅亡後の「任那の調」実現のための外交交渉を担当している。

## 経歴
『日本書紀』巻第二十によると、敏達天皇4年（575年）、百済が使節を派遣して、例年よりもたくさん調を貢進した際に、天皇は押坂彦人大兄皇子と大臣蘇我馬子に、「任那のことを怠らないように」と口にしたという。これにより、4月に吉士金子が新羅に、木蓮子が任那に、吉士訳語彦（きし の おさひこ）が百済に派遣された、という。これにより、6月、新羅も使いを遣わし、調を貢進し、同時に元任那であった4つの邑の調を貢進した、という。
同13年（584年）、天皇の命により木蓮子は今度は新羅への使いとして派遣された。だが、「遂に任那へ之く」としか述べられていないため、新羅へは到着できなかったようである。
『書紀』巻第二十一によると、崇峻天皇4年（591年）、上述の吉士金とともに、それぞれ先に訪れている任那・新羅に派遣されている。この時、紀男麻呂・巨勢猿・大伴囓・葛城烏奈良を大将軍とする2万あまりの部隊が筑紫国に駐屯していた。
『書紀』巻第二十二によると、推古天皇8年（600年）2月に新羅と任那が交戦することがあり、天皇は任那を救おうとして、境部臣（境部摩理勢）を大将軍、穂積臣（穂積祖足）を副将軍とする1万あまりの軍隊を派遣して新羅を討った、とあり、この時に5つの城を攻略し、さらに新羅は旧任那内の6つの城を割譲して降服した。その後、天皇は新羅に難波吉士神（なにわ の きし みわ）を、任那に木蓮子を派遣し、事情を調査させ、結果として新羅と任那は使節を贈り調を貢進し、天上と天皇の意向に従うこと、相互不可侵・毎年の朝貢を約束した、という。しかし、将軍等が撤退した後、新羅は再度任那に侵攻した。その結果、再度、ヤマト政権は朝鮮半島に軍を進めることになり、大伴噛を高句麗に、坂本糠手を百済に派遣することになった。
以上が、朝鮮半島に関連する、難波吉士木蓮子の関与した事績である。その後の彼の行動については、記録されていないので不明である。